# François Watrin
François Watrin, (Beauvais a l'Oise (Alts de França), 29 de gener, 1772 - Port-au-Prince, Saint-Domingue, 22 de novembre,e 1802), va ser un general francès de la Revolució Francesa.

## Biografia
François Watrin era fill de Jérôme Watrin (Vuatrin), cònsol de Beauvais, i de Reine Félicité Larcher. Es va casar amb Elisabeth Augustine de Luker, filla del general Édouard, marquès de Luker i Marie-Angélique de Sainte-Hermine.
No tenia vint anys quan va marxar com a simple soldat a la cavalleria lleugera de Flandes Occidental, que més tard esdevingué el 17è regiment de caçadors de cavalls el 1793. Ell mateix esdevingué segon tinent el 3 de març de 1793, tinent el 6 de juny i capità el 7 d'agost. El 14 de desembre del mateix any, va esdevenir comandant de batalló general adjunt provisional de l'Exèrcit del Nord i va ser confirmat en el seu grau el 18 de març de 1794. Comandant general adjunt de brigada el 13 de juny de 1795, va ser destinat a l'exèrcit de les costes de Cherbourg.
Watrin va ser ascendit a general de brigada l'1 de gener de 1796 i, des del 23 de juliol, va ser cap d'estat major de l'Exèrcit de les Costes de l'Oceà abans d'unir-se a l'Exèrcit de Sambre-et-Meuse el 28 de setembre de 1796. L'abril de 1797 va comandar la infanteria de reserva d'aquest exèrcit amb la qual es va distingir a la travessia del Rin i a Neuwied el 18 d'abril de 1797. El 27 de març de 1798 va acompanyar el general Hédouville a Saint-Domingue. Tornat a França el 22 d'octubre de 1798, va ser destinat a l'exèrcit d'Itàlia l'1 de gener de 1799.
Nomenat general de divisió provisional el 30 de juny de 1799 pel general Macdonald, va ser confirmat en el seu grau el 19 d'octubre del mateix any. El 3 de juliol de 1799 Watrin va comandar la 4a divisió de l'ala dreta de l'Exèrcit de Nàpols, i el 21 d'abril de 1800 va prendre el comandament de l'avantguarda de la reserva de l'exèrcit. Es va distingir al pas del Sant-Bernard, a la ciutadella d'Ivrea i a la batalla de Marengo el 14 de juny de 1800. El 7 de juliol estava al capdavant de la 2a divisió d'infanteria de l'exèrcit d'Itàlia aleshores. El 15 de juliol de 1801, va comandar una divisió d'infanteria al cos d'observació del Midi. També va dirigir les tropes franceses de reforç durant el setge de Porto Ferrajo el juliol de 1801, però se li va concedir permís per motius de salut el 14 d'octubre següent. El 27 d'abril de 1802, el general Watrin va ser designat per formar part de l'expedició de Saint-Domingue. Va desembarcar a l'illa el 15 d'octubre de 1802 i va ser nomenat comandant de Port-au-Prince el 2 de novembre: hi va morir de febre groga al cap de pocs dies, el 22, als 30 anys.

## Honors
És una de les 660 personalitats que tenen el seu nom gravat sota l'arc de triomf de l'Estrella. Apareix a la 6a columna (l'Arc indica WATRIN).

## Publicacions
François Watrin, Correspondance de François Watrin, adjudant général de Hoche pendant les guerres de la Vendée: documents inédits, par Armand René du Châtellier (Correspondència de François Watrin, ajudant general de Hoche durant les guerres de la Vendée: documents inèdits, d'Armand René du Châtellier, París, Dumoulin, Guillaumin, 1875 (llegir en línia [arxiu])